# Jorge María Salvaire
 (mars 2020).
Si vous disposez d'ouvrages ou d'articles de référence ou si vous connaissez des sites web de qualité traitant du thème abordé ici, merci de compléter l'article en donnant les références utiles à sa vérifiabilité et en les liant à la section « Notes et références ».
Jorge María Salvaire est un missionnaire lazariste français, ayant participé à des missions en Argentine pour les missions étrangères de Paris. Il est le fondateur de l'actuelle basilique Notre-Dame de Luján.

## Biographie

### Débuts
Né le 6 janvier 1847 à Castres, Jorge María Salvaire est le fils de Félix Salvaire, professeur d'espagnol et de beaux-arts au lycée de Castres, et de María Modesta Vázquez, Espagnole originaire de Cadix. Alors que son père le voue à une carrière d'avocat, lui choisit d'entrer au séminaire des Missions étrangères de Paris, où il est ordonné prêtre en 1871. Il est ensuite envoyé en Argentine, à Luján, où il collabore avec le curé et aide à la vie paroissiale : enseignement au collège-séminaire, catéchisme, organisation de messes dominicales, entretien de l'église, accueil des pèlerins, ...

### Expédition d'Azul
En octobre 1873, on lui ordonne de partir en mission à Azul, en compagnie du père Fernando Meister, pour y évangéliser les Amérindiens. Néanmoins, le 27 octobre, alors que Jorge María Salvaire campe à Carhué, son expédition est attaquée par un groupe indien. Après une fuite éperdue, l'expédition parvient à atteindre le campement du chef indien Manuel Namuncurá, l'objectif de la mission. Cependant, celui-ci leur refuse l'hospitalité et ils doivent s'installer d'eux-mêmes.  
Dès lors, Jorge María Salvaire est accusé de sorcellerie par les indigènes, qui l'incriminent d'avoir amené avec lui la variole. La totalité des Indiens de la région refusent alors de le voir, et on le présente comme une ennemi. 
Il est alors arrêté dans les jours suivants par Manuel Namuncurá, et jugé par des représentants de chacune des tribus de la région. Bien vite, la foule réclame sa mort, et le missionnaire s'en remet à la Vierge Marie, au travers de ces mots : « Vous n'avez jamais abandonné ceux qui vous ont accueilli en votre faveur louée. Sauvez-moi, et je publierai vos miracles et je marcherai sur toute la Terre en demandant l'aumône pour magnifier votre église ». Comme en réponse à cela, le frère de Manuel Namuncurá le prend sous sa protection et le fait libérer.

### Prêtre titulaire àLuján
Jorge María Salvaire fait alors chemin inverse vers Luján, où il arrive en 1875. Là-bas, il entreprend d'écrire l'histoire de ce voyage. En 1881, il reprend néanmoins la route avec Mgr Espinoza, afin de tenter une nouvelle mission, qui apparemment est une réussite. En 1887, et pendant un an, il rejoint les filles de la charité de Saint-Vincent-de-Paul, en mission dans la bande orientale.  
À la suite de cela, l'archevêque de Buenos Aires, Federico León Aneiros, le nomme à la tête du sanctuaire de Notre-Dame de Luján, le 25 mai 1889, l'ancien curé ayant démissionné. C'est alors lui qui commandite la construction de l'actuelle basilique Notre-Dame de Luján. 
Il est une première fois atteint d'une crise cardiaque, en 1898, mais meurt finalement le 4 février 1899 à Luján. Sa sépulture se trouve dans la basilique Notre-Dame de Luján.